# 約嫩巴赫河
47°17′47″N 8°22′48″E / 47.29629°N 8.38001°E

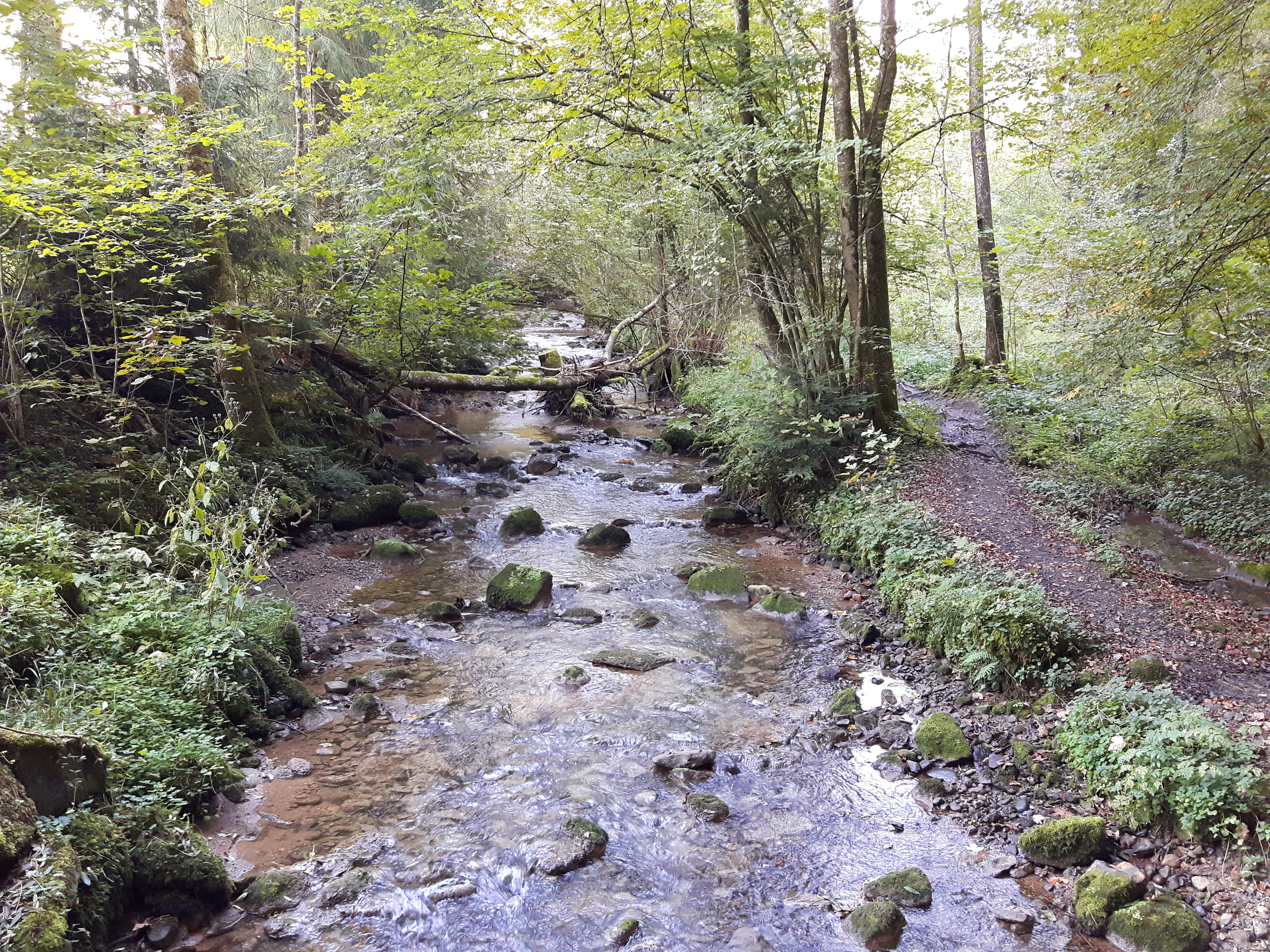

約嫩巴赫河是瑞士的河流，位於該國北部，流經阿爾高州和蘇黎世州，屬於羅伊斯河的右支流，河道全長21.6公里，流域面積43.4平方公里。